# Macrosia wiltshirei
Macrosia wiltshirei är en fjärilsart som beskrevs av Willie Horace Thomas Tams 1939. Macrosia wiltshirei ingår i släktet Macrosia och familjen björnspinnare. Inga underarter finns listade i Catalogue of Life.